# Pablo Soto Soto
Pablo César Soto Soto-Soto (Santiago, Chile, 7 de febrero de 1995) es un futbolista profesional chileno que se desempeña como guardameta.

## Trayectoria
Comenzó su carrera profesional en 2013, cuando es ascendido al primer equipo de Colo-Colo. Hizo su debut con el cuadro albo el día 2 de julio de 2013 en un partido válido por la primera fecha de la fase de grupos de la Copa Chile 2013-14 contra Unión San Felipe, el cual que terminaría con un resultado de 3-2 a favor del cuadro de la quinta región.
Ante las escasas oportunidades de jugar debido a la presencia de Justo Villar, Paulo Garcés y Álvaro Salazar como los tres principales porteros del equipo, y con el fin de sumar minutos, en julio de 2016 fue cedido a Deportes Valdivia para disputar la temporada 2016-17 de la Primera B. Sin embargo, finalizado dicho torneo, en mayo de 2017, regresó a entrenar a Colo-Colo sin siquiera haber debutado en el equipo sureño, permaneciendo durante 21 partidos en el banco de suplentes.

## Estadísticas
| Club                      | Div.          | Temporada     | Liga  | Liga  | Copas nacionales | Copas nacionales | Torneos internacionales | Torneos internacionales | Total | Total | Media goles recibidos |
| Club                      | Div.          | Temporada     | Part. | Goles | Part.            | Goles            | Part.                   | Goles                   | Part. | Goles | Media goles recibidos |
| ------------------------- | ------------- | ------------- | ----- | ----- | ---------------- | ---------------- | ----------------------- | ----------------------- | ----- | ----- | --------------------- |
| Colo-Colo 'B' · Chile     | 3.ª           | 2013          | 4     | -4    | —                | —                | —                       | —                       | 4     | -4    | 1                     |
| Colo-Colo 'B' · Chile     | 3.ª           | 2013-14       | 4     | -11   | —                | —                | —                       | —                       | 4     | -11   | 2.75                  |
| Colo-Colo 'B' · Chile     | Total club    | Total club    | 8     | -15   | 0                | 0                | 0                       | 0                       | 8     | -15   | 1.88                  |
| Colo-Colo · Chile         | 1.ª           | 2013-14       | —     | —     | 1                | -3               | —                       | —                       | 1     | -3    | 3                     |
| Colo-Colo · Chile         | 1.ª           | 2015-16       | —     | —     | —                | —                | —                       | —                       | 0     | 0     | 0.00                  |
| Colo-Colo · Chile         | 1.ª           | 2017          | —     | —     | —                | —                | —                       | —                       | 0     | 0     | 0.00                  |
| Colo-Colo · Chile         | 1.ª           | 2018          | —     | —     | —                | —                | —                       | —                       | 0     | 0     | 0.00                  |
| Colo-Colo · Chile         | Total club    | Total club    | 0     | 0     | 1                | -3               | 0                       | 0                       | 1     | -3    | 3                     |
| Deportes Valdivia · Chile | 2.ª           | 2016-17       | —     | —     | —                | —                | —                       | —                       | 0     | 0     | 0.00                  |
| Deportes Valdivia · Chile | Total club    | Total club    | 0     | 0     | 0                | 0                | 0                       | 0                       | 0     | 0     | 0.00                  |
| Fernández Vial · Chile    | 3.ª           | 2019          | 7     | -8    | 1                | -2               | —                       | —                       | 8     | -10   | 1.25                  |
| Fernández Vial · Chile    | Total club    | Total club    | 7     | -8    | 1                | -2               | 0                       | 0                       | 8     | -10   | 1.25                  |
| Total carrera             | Total carrera | Total carrera | 15    | -23   | 2                | -5               | 0                       | 0                       | 17    | -28   | 1.65                  |
| 1. 2.                     |               |               |       |       |                  |                  |                         |                         |       |       |                       |

## Palmarés

### Campeonatos nacionales
| Título             | Equipo    | País  | Año    |
| ------------------ | --------- | ----- | ------ |
| Primera División   | Colo-Colo | Chile | 2014-C |
| Supercopa de Chile | Colo-Colo | Chile | 2017   |
| Primera División   | Colo-Colo | Chile | 2017-T |
| Supercopa de Chile | Colo-Colo | Chile | 2018   |